# Bacino del Conca
Il bacino del Conca è un lago artificiale della provincia di Rimini formatosi in seguito alla costruzione di una diga lungo il corso del fiume Conca nel 1978.
Il lago è situato a cavallo tra i comuni riminesi di Misano Adriatico (nella frazione di Santa Monica) e San Giovanni in Marignano; nelle prossimità del lago passa l'autostrada A14, da cui il lago è ben visibile, ed è situato l'autodromo denominato Misano World Circuit Marco Simoncelli.
La posizione del bacino del Conca, a meno di tre chilometri dalle foce del fiume stesso, causò sùbito dei problemi per l'erosione delle arenarie di cui sono costituite prevalentemente le sue sponde. Tuttavia il lago per lungo tempo ha servito per l'approvvigionamento idrico del riminese, fino a quando non fu costruita la diga di Ridracoli, nell'Appennino forlivese.
Oggi il bacino del Conca viene prevalentemente impiegato per usi agricoli, ed è inoltre stato valorizzato il paesaggio circostante con l'inserimento del lago all'interno del Parco fluviale del Conca.